# Ziekenhuis Sint Annadal

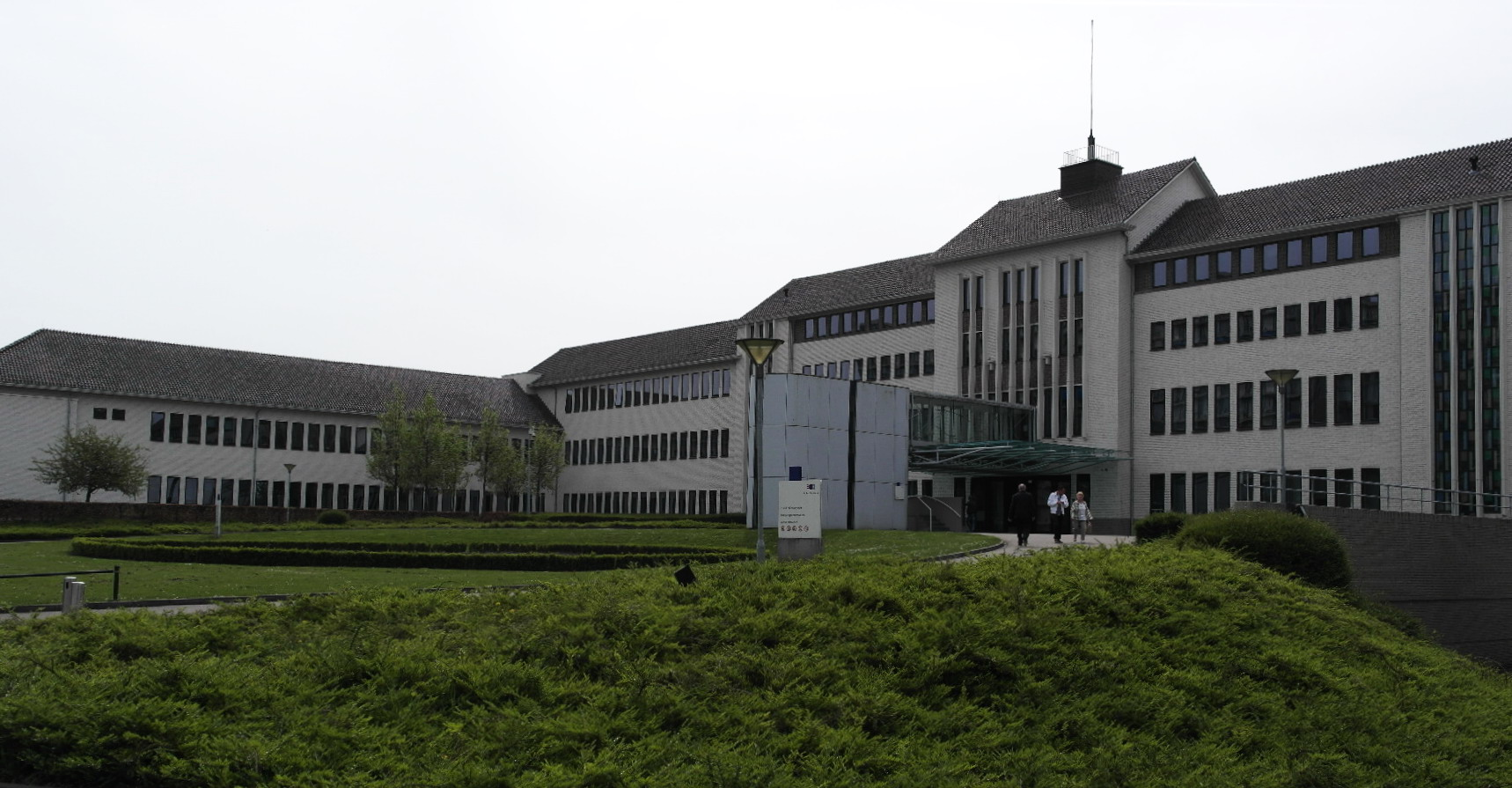
Het voormalige ziekenhuis Sint Annadal, thans gerechtsgebouw

Ziekenhuis Sint Annadal was een algemeen ziekenhuis in de Nederlandse stad Maastricht. Het gebouwencomplex in de buurt Brusselsepoort in Maastricht-West is thans de hoofdzetel van de rechtbank Limburg.

## Geschiedenis
In 1940 werd de eerste steen gelegd voor het nieuwe streekziekenhuis Sint Annadal, dat daarmee de opvolger werd van het ziekenhuis Calvariënberg in het Kommelkwartier, dat al omstreeks 1930 te klein bleek. Door de Tweede Wereldoorlog moest de bouw worden stilgelegd. In 1946 werd het werk hervat en op 3 augustus 1950 opende het ziekenhuis haar poorten. Al in hetzelfde jaar en opnieuw in 1955 werd het ziekenhuis uitgebreid. Het aantal bedden steeg van 376 in 1950 naar 780 in 1973; het aantal personeelsleden van 382 in 1951 naar 1180 in 1975. In de beginperiode werkten er een groot aantal religieuzen, met name de zusters Onder de Bogen, hoewel het in beginsel een algemeen ziekenhuis betrof. De laatste zusters vertrokken in 1982.

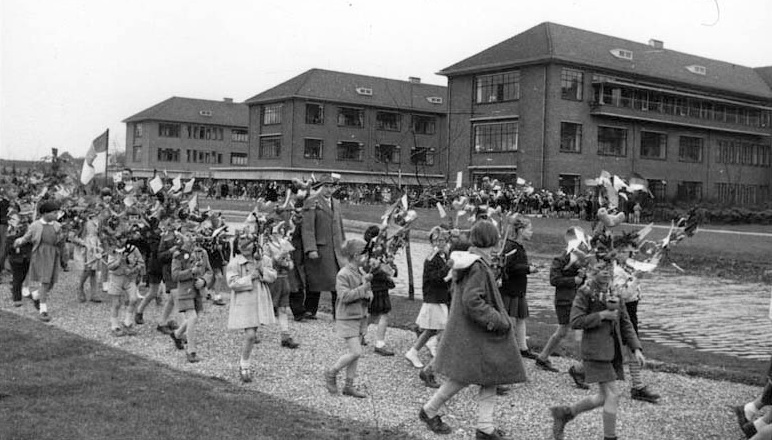
Palmpasenoptocht bij het nieuwe ziekenhuis, 1956

In 1968 besloot het bestuur het ziekenhuis ter beschikking te stellen van de eventueel in Maastricht te vestigen Achtste Medische Faculteit. Na de vestiging van de Rijksuniversiteit Limburg (nu Universiteit Maastricht) in 1976, kreeg het Ziekenhuis Sint Annadal de voorlopige status 'academisch'. Een groot probleem in 1980-82 vormden de afkoopsommen van de specialistenpraktijken. In 1985 begon de daadwerkelijke academisering en in 1986 werd de naam gewijzigd in Academisch Ziekenhuis Maastricht. In februari 1991 verhuisde het ziekenhuis naar het terrein van de medische faculteit in Randwyck.
In het voormalige ziekenhuis is thans onder andere de Rechtbank Limburg gevestigd. In een ander deel van het gebouwencomplex was van 1995 tot 2007 de Maastrichtse campus van de Japanse privé-universiteit Teikyo University gevestigd. Op het terrein bevindt zich verder een studentenflat van Xior Student Housing en het UM Guest House, dat voornamelijk bewoond wordt door uitwisselingsstudenten van de Universiteit Maastricht. Ook is er nog een medische kliniek gevestigd.

## Architectuur
Het ziekenhuis Sint Annadal werd in 1938 ontworpen door het Amsterdamse architectenbureau Cuypers-Swinkels, gebaseerd op een eerder ontwerp van Eduard Cuypers (1859-1927). De bouw vond plaats tussen 1940 en 1950. Het gebouw had met zijn donkere bakstenen gevels en grote stalen vensters eerder een jaren 30 dan een jaren 50-uitstraling, een mengeling van nieuwe zakelijkheid, Delftse School en sobere wederopbouwarchitectuur. In 1992 werd het gebouw opnieuw ingrijpend verbouwd door het architectenbureau Swinkels Passchier, waarbij het geschikt gemaakt werd voor de nieuwe functie van gerechtsgebouw. Door het toevoegen van kunststof elementen en het wit schilderen van de gevels (de toren van de voormalige ziekenhuiskapel is thans blauw) werd het karakter van het gebouw in sterke mate aangetast.

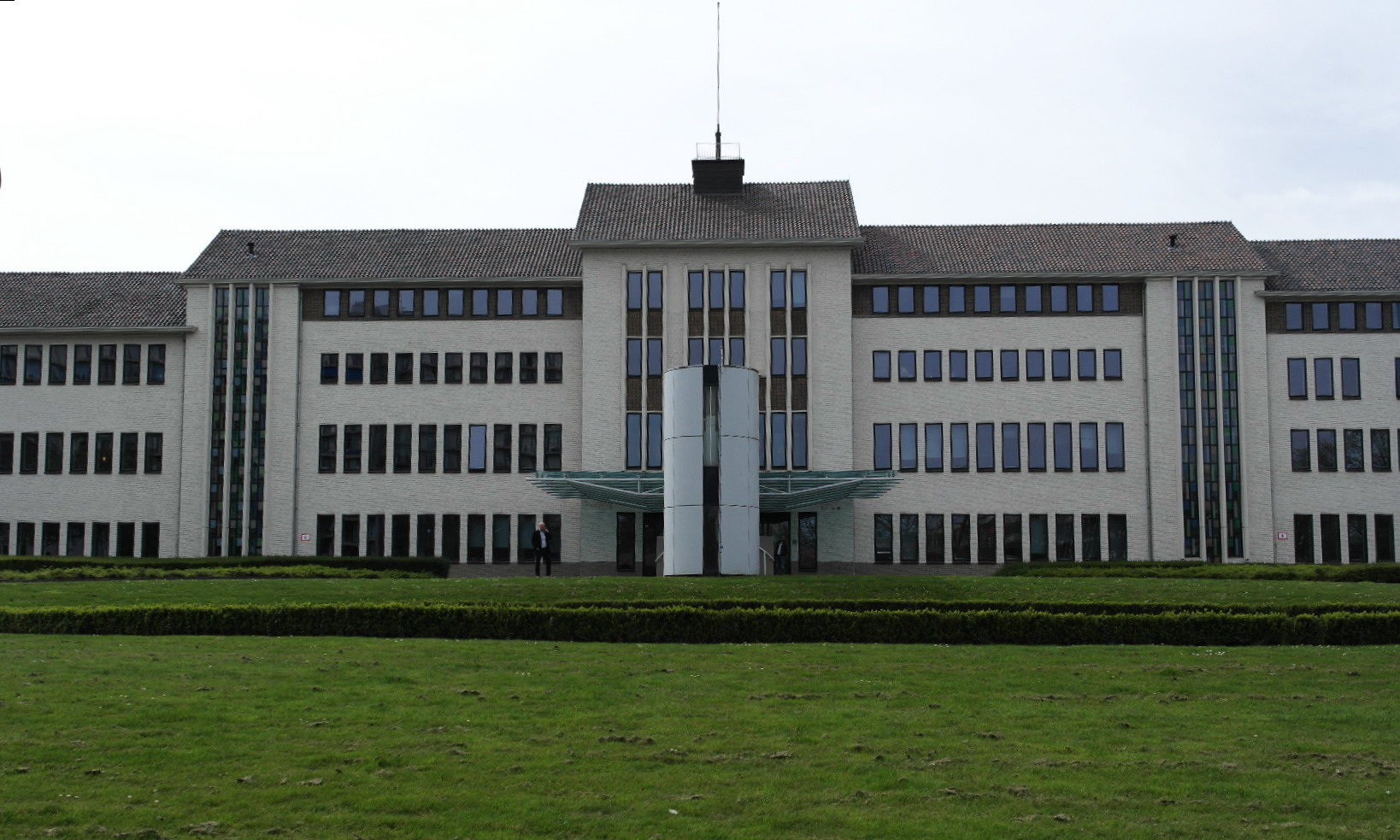
Hoofdgebouw
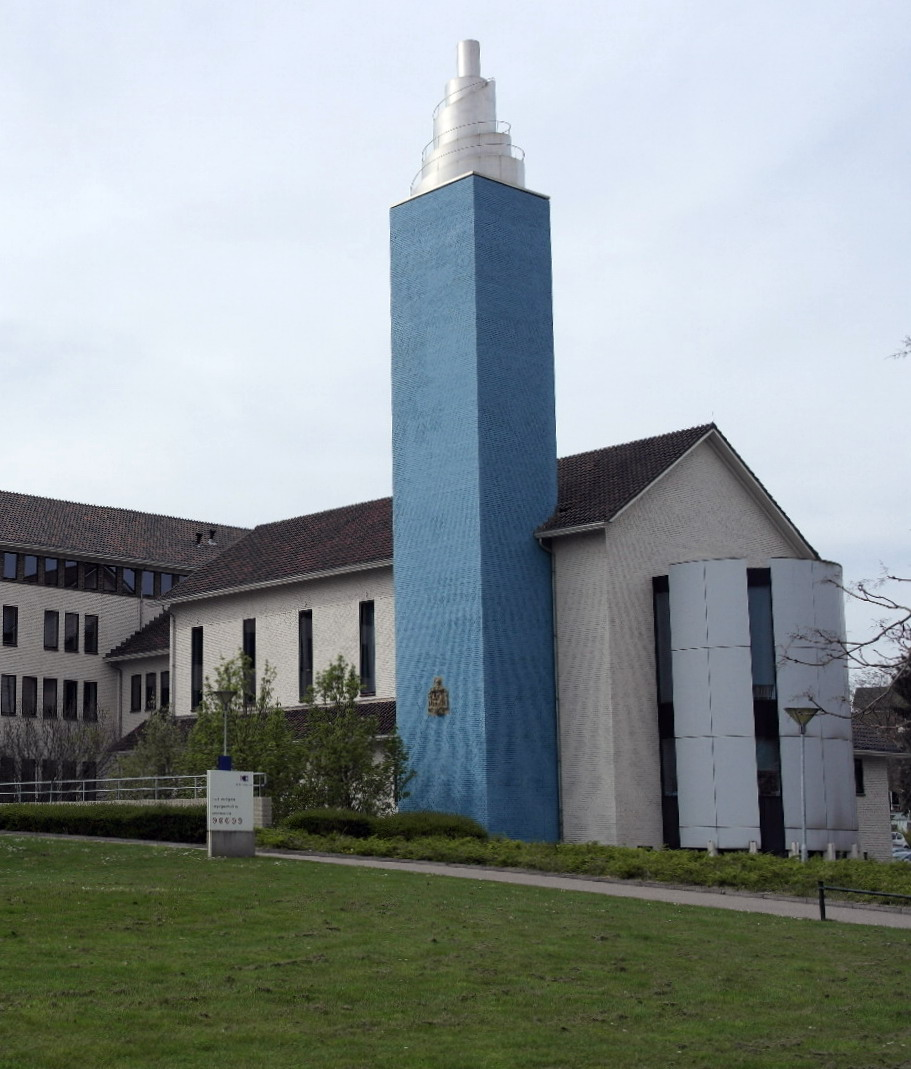
Voormalige kapel
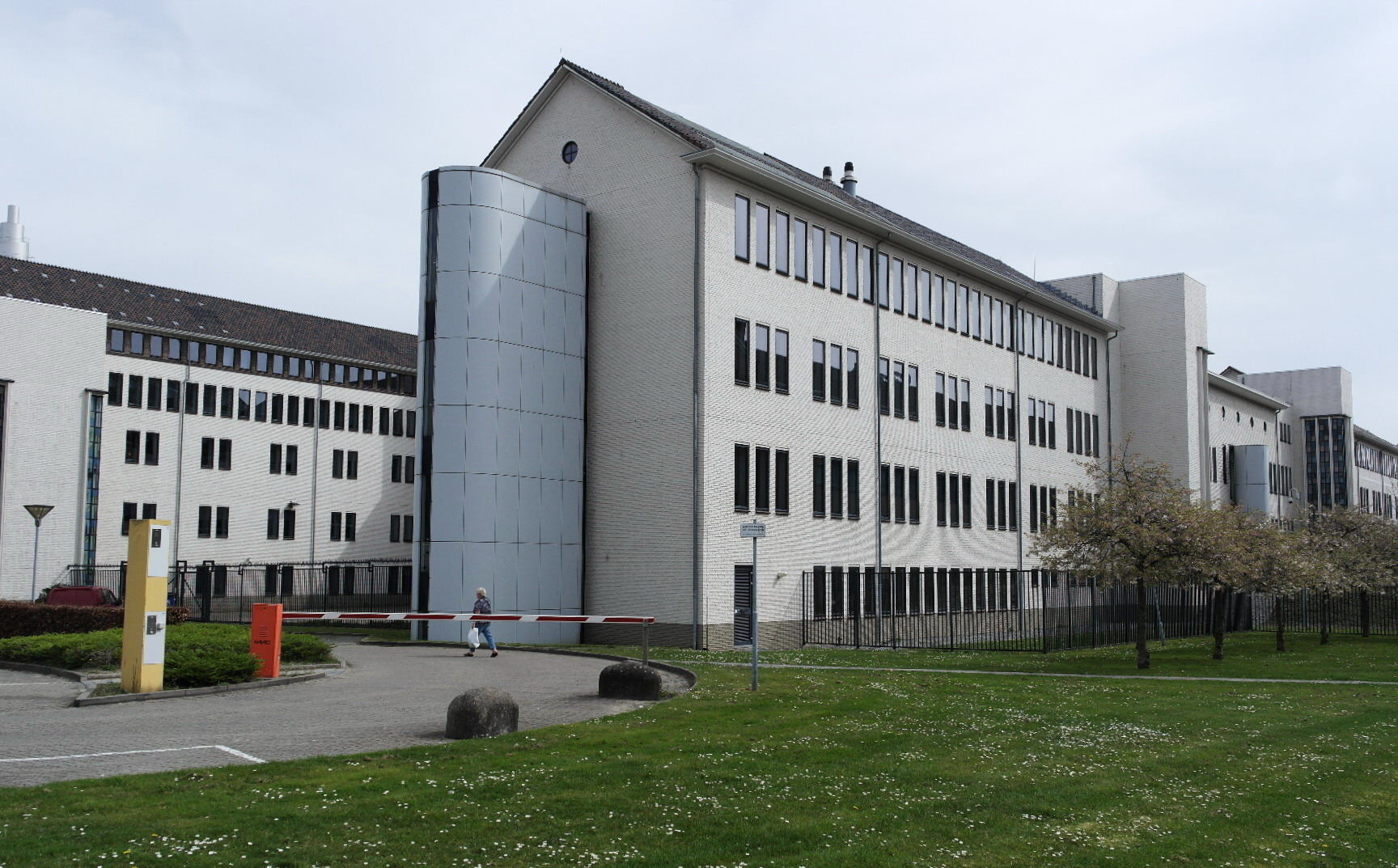
Noordvleugel
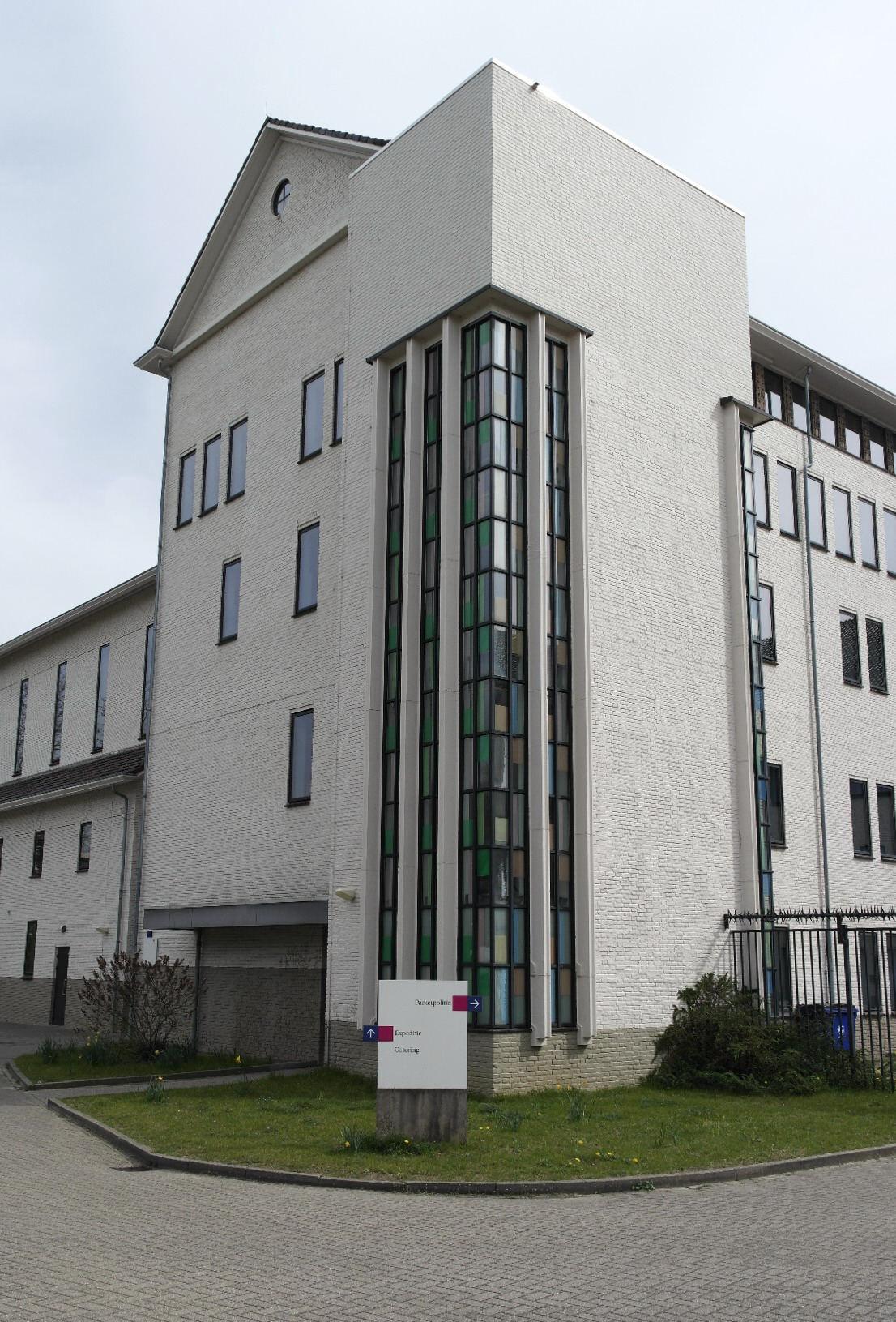
Noordoostvleugel

## Trivia
- De Limburgse kunstschilder Charles Eyck schreef en illustreerde een dagboek van zijn verblijf in het ziekenhuis, getiteld Mijn vacantie in de witte dalen van St. Annadal (1981).